# 岐阜分屯地
岐阜分屯地（ぎふぶんとんち、JGSDF Vice-Camp Gifu）は、岐阜県各務原市那加官有無番地に所在し、第6施設群第402施設中隊等が駐屯する陸上自衛隊守山駐屯地の分屯地である。

## 概要
岐阜県に存在する唯一の陸上自衛隊所在地であり、航空自衛隊岐阜基地の西側に隣接している。岐阜分屯地北西部の岐阜市日野に1907年（明治40年）開業の日野基本射撃場（愛知・岐阜・三重の東海3県で4ヵ所ある自衛隊射撃訓練施設の1つ）がある。
分屯地司令は第402施設中隊長が兼務する。駐屯地業務隊および会計隊は有しておらず、守山駐屯地（愛知県名古屋市守山区）から岐阜業務班が派遣されている。
なお、岐阜分屯地以前は、岐阜駐屯地として、岐阜市の加納城跡（現在は国史跡）に所在していて1975年（昭和50年）3月に廃止された。

## 沿革
旧・陸上自衛隊岐阜駐屯地
- 1955年（昭和30年）1月10日：岐阜駐屯地開設[1]。
- 1964年（昭和39年）3月24日：第313地区施設隊が豊川駐屯地から移駐。
- 1975年（昭和50年）3月1日：岐阜駐屯地を廃止[2]。旧岐阜駐屯地に駐屯していた、第10対戦車隊は春日井駐屯地に移駐。第309基地通信隊および第385会計隊は廃止となる。

陸上自衛隊守山駐屯地岐阜分屯地
- 1975年（昭和50年）3月1日：航空自衛隊岐阜基地の隣接して守山駐屯地岐阜分屯地を新設。第313地区施設隊が旧岐阜駐屯地から移駐。
- 1990年（平成02年）3月26日：第313地区施設隊を廃止し、第348施設中隊を新編。
- 2004年（平成16年）3月27日：第348施設中隊を廃止し、第369施設中隊に改編。
- 2019年（平成31年）3月26日：第369施設中隊を廃止し、第402施設中隊を新編。0

## 駐屯部隊

### 中部方面隊隷下部隊
- 第4施設団
  - 第6施設群
    - 第402施設中隊
- 中部方面後方支援隊
  - 第104施設直接支援大隊
    - 第1直接支援中隊
      - 岐阜派遣隊：第402施設中隊を支援
- 中部方面システム通信群
  - 第104基地システム通信大隊
    - 第306基地通信中隊
      - 岐阜派遣隊

- 守山駐屯地業務隊
  - 岐阜業務班

## 最寄の幹線交通
- 高速道路
  - 東海北陸自動車道 岐阜各務原IC
- 一般道
  - 国道21号（那加バイパス）
  - 国道22号
  - 国道156号（国道248号重複。岐阜東バイパス）
  - 岐阜県道77号岐阜環状線
  - 岐阜県道92号岐阜巣南大野線
  - 岐阜県道93号川島三輪線
- 鉄道
  - JR高山本線 那加駅
  - 名鉄各務原線 各務原市役所前駅